# قسم مزايجان الريفي (مقاطعة بوانات)
قسم مزایجان الريفي (بالفارسية: دهستان مزایجان) هي منطقة سكنية تقع في إيران في قسم. يقدر عدد سكانها بـ 5,440 نسمة .